# Tezauryzacja
Tezauryzacja  (gr. thēsaurós – magazyn, skarb(iec)) – gromadzenie i przechowywanie dóbr materialnych: zapasów złota, pieniędzy kruszcowych, pieniędzy papierowych, walorów, wierzytelności lub innych dóbr materialnych o dużej wartości (nieruchomości, dzieł sztuki, antyków, biżuterii) poza instytucjami depozytowo-oszczędnościowymi. Celem tezauryzacji jest ochrona posiadanego majątku przed jego utratą, w tym też przed zmniejszeniem siły nabywczej posiadanych pieniędzy w związku z inflacją. Tezauryzacja prowadzi do wycofania wartości z obiegu gospodarczego lub pieniężnego. Nie można mówić o negatywnych dla posiadacza, ani abstrakcyjnej "gospodarki", stronach tezauryzacji, ponieważ korzyścią jest uchronienie majątku przed spadkiem wartości, a długofalowo pozwala na odbudowanie finansowej stabilności np. po kryzysie, wojnie lub kataklizmie. Wycofanie ma więc podstawy racjonalne i pozwala na akumulacje kapitału, którego można użyć w przyszłości.

## Charakterystyka
Z tezauryzacją mamy do czynienia jeżeli głównym celem tych działań jest zatrzymywanie trudno dostępnych zasobów. Natomiast jeśli działania te podejmowane są po to, by przesłać dobra dalej do klienta, bądź poddać je dalszej obróbce ulepszenia, to jest to standardowa praktyka biznesowa (jak np. kupowanie drewna, by zbudować z niego dom).
Skłonność do tezauryzacji może być podyktowana brakiem zaufania do społeczeństwa lub obawą przed brakiem jakiegoś dobra na rynku, związanym np. z możliwością wystąpienia katastrofy naturalnej.
Tezauryzacja jest działaniem typowym dla okresów niestabilności gospodarki, kiedy istnieje wysokie ryzyko nagłego niedoboru niezbędnych towarów i związanymi z tym gwałtownymi podwyżkami cen.

## Korzyści płynące z tezauryzacji
Tezauryzacja nie zawsze oznacza bezproduktywne gromadzenie pieniędzy. Nagromadzone pieniądze mogą być użyte do natychmiastowego zaspokojenia szerokiego wachlarza ludzkich potrzeb, zapewniają tym samym jego posiadaczom ochronę przed niepewnością, która zawsze towarzyszy działaniom gospodarczym. Traktując pieniądze jako zabezpieczenie przed tą niepewnością, w zależności do jakiego stopnia dana jednostka postrzega jej wzrost, będzie ona gromadziła środki pieniężne. 
Posiadanie przez obywateli dużej ilości zgromadzonego pieniądza, nieprzeznaczonego przez nich do natychmiastowej konsumpcji, może mieć bardzo korzystny wpływ na zwiększenie płynności finansowej w systemie gospodarczym. Im większa wspomniana płynność, tym mniejsze ryzyko niewypłacalności i bankructw, a tym większa ochrona na wypadek wszelkiego przyszłego popytu na gotówkę. W związku z powyższym, wzrost popytu na pieniądz motywowany jest jego gromadzeniem i poniekąd ogranicza sam siebie.

## Przykłady
W gospodarkach przedkapitalistycznych, charakteryzujących się brakiem rozwiniętego systemu bankowego, tezauryzacja była jedyną dostępną formą akumulowania oszczędności. Występowanie jej we współczesnej gospodarce towarowo-pieniężnej może świadczyć o braku zaufania do instytucji finansowo-bankowych. W przypadku inflacji występuje brak zaufania do pieniądza, co skłania do gromadzenia złota. Zjawisko tezauryzacji nasila się w okresie niepokojów społecznych – wynika ono z trwających lub przewidywanych inflacji, kryzysów gospodarczych lub konfliktów zbrojnych.